# Trypanisma
Trypanisma is een geslacht van vlinders van de familie tastermotten (Gelechiidae).

## Soorten
- T. fagella Busck, 1903
- T. prudens Clemens, 1860